# اشکالات فنی ایکس‌باکس ۳۶۰

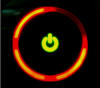
سه چراغ قرمز نشان‌دهنده اشکال سخت‌افزاری کلی‌ست

کنسول بازی ویدئویی ایکس باکس ۳۶۰ ممکن است دچار مشکلات فنی و خرابی‌های شود که عملاً استفاده از آن را ناممکن کند. حلقه قرمز مرگ (به انگلیسی: Red Ring of Death) که به اختصار RRoD نیز نامیده می‌شود، یکی از مشکلات مایکروسافت ایکس باکس ۳۶۰ است که کنسول به حالت ۳ چراغه درآمده و چراغ‌هایش قرمز می‌شود. این اشکال سخت‌افزاری ممکن است به دلیل ذوب شدن لحیم پردازنده مرکزی cpu یا پردازشگر گرافیکی GPU و جدا شدن آن از دستگاه باشد. این مشکل به کمپانی مایکروسافت ۱٫۱۵ میلیارد دلار ضرر زد این مشکل بیشتر در مدل‌های اولیه مثل ایکس باکس ۳۶۰ آرکید بیشتر دیده می‌شد و کمپانی مایکروسافت تلاش کرد در مدل های بعدی ایکس باکس ۳۶۰ آن را رفع کند و در سری های بعدی از جمله ایکس باکس ۳۶۰ اسلیم و سوپر اسلیم این مشکل کمتر رخ داد. همچنین در نسخه اسلیم و سوپر اسلیم کنسول به طور خودکار بعد از داغ شدن خاموش میشود تا از خرابی کنسول جلوگیری کند